# Harrejaure (Gällivare socken, Lappland, 751461-166481)
Harrejaure är en sjö i Gällivare kommun i Lappland och ingår i Kalixälvens huvudavrinningsområde. Sjön har en area på 0,643 kvadratkilometer och ligger 632,3 meter över havet. Sjön avvattnas av vattendraget Harrejåkka.

## Delavrinningsområde
Harrejaure ingår i det delavrinningsområde (751597-166434) som SMHI kallar för Utloppet av Harrejaure. Medelhöjden är 692 meter över havet och ytan är 8,32 kvadratkilometer. Det finns ett avrinningsområde uppströms, och räknas det in blir den ackumulerade arean 34,47 kvadratkilometer. Harrejåkka som avvattnar avrinningsområdet har biflödesordning 3, vilket innebär att vattnet flödar genom totalt 3 vattendrag innan det når havet efter 373 kilometer. Avrinningsområdet består mestadels av skog (12 procent) och kalfjäll (80 procent). Avrinningsområdet har 0,64 kvadratkilometer vattenytor vilket ger det en sjöprocent på 7,7 procent.